# Siegfried Passarge

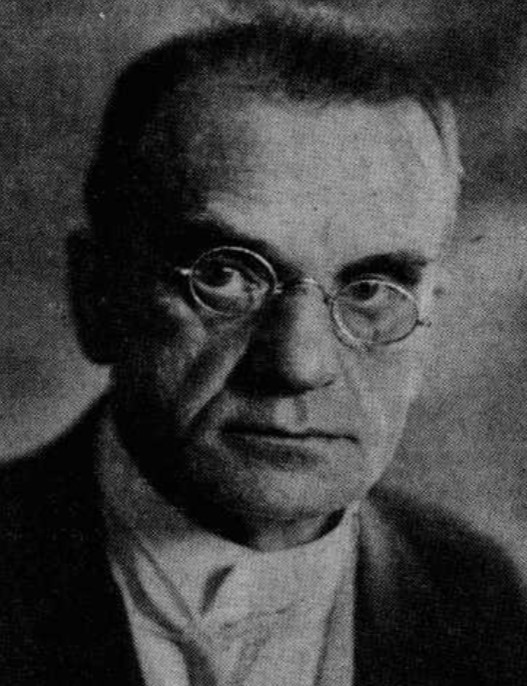
Siegfried Passarge (1866–1958)

Otto Karl Siegfried Passarge (* 28. November 1866 in Königsberg (Preußen); † 26. Juli 1958 in Bremen) war ein deutscher Geograph, Geologe und Paläontologe aus Ostpreußen. Als paläontologisch denkender Geologe entwickelte er bereits Ende des 19. Jahrhunderts eine moderne biostratigraphische und lithostratigraphische Feingliederung des Oberen Buntsandsteins (Röt) in Thüringen. Als Geograph trug er wesentlich zur Landeskunde Afrikas bei und gilt als Begründer der Landschaftsgeografie.

## Leben
Der Sohn des Oberlandesgerichtsrates und Reiseschriftstellers Ludwig Passarge besuchte in Königsberg das Friedrichskollegium (Collegium Fridericianum). Nach dem Abitur studierte er Geographie in Berlin und Jena. 1891 erfolgte die Promotion auf dem Gebiet der Geologie. 1892 legte er zusätzlich das Examen in Medizin ab. 1894 wurde er Mitglied der Deutschen Geologischen Gesellschaft. Aus dem Wehrdienst ging er als Unterarzt hervor.
Ab 1894 arbeitete Passarge als Mediziner in Berlin und nahm an einer Expedition nach Adamaua teil, bei der die Nordgrenzen der damaligen deutschen Kolonie Kamerun festgelegt wurden. Seine geographischen und geologischen Untersuchungen des Benue-Beckens setzten Maßstäbe. In den Jahren 1896 bis 1899 bereiste Passarge als Geologe der Gesellschaft British West Charterland das Südliche Afrika. Dabei wurden die Möglichkeiten, Gold und Diamanten in der Kalahari zu fördern, untersucht. 1901/1902 nahm er an einer Expedition im mittleren Orinocogebiet Südamerikas teil. 1906/1907 folgten Reisen in Algerien.
Von 1904 bis 1905 war Passarge Privatdozent für Geographie in Berlin. 1905 erhielt er einen Lehrstuhl für Geographie in Breslau. Der spätere Journalist und Chefredakteur Hugo Reinhart besuchte bei ihm Vorlesungen. Passarge wechselte 1908 als Professor an das Kolonialinstitut in Hamburg, wo er bis 1936 tätig war.
Sein 1908 in Leipzig erschienenes Werk über „Südafrika“, gemeint sind wesentliche Teile des Südlichen Afrikas, beschreibt geographische, völkerkundliche und ökonomische Aspekte aus Territorien, die im Wesentlichen heute in Südangola, Botswana, Namibia, Südafrika, Sambia sowie in Teilen Malawis, Simbabwes sowie Mosambiks liegen. Zum Völkermord an den Herero und Nama (1904 bis 1908) nimmt Passarge darin im Kapitel „Kurzer Abriß der Geschichte Südafrikas“ wie folgt Stellung:

„Auf den Aufstand, der im September 1903 ausbrach und im August und September 1904 mit der Aufreibung des Hererovolkes im wesentlichen seinen Abschluß fand, braucht wohl nicht näher eingegangen zu werden. […] Vernichtet sind sie jedenfalls nicht, wenn auch vielleicht auf ein Drittel oder die Hälfte reduziert. […] Noch weniger läßt sich die Wirkung des Krieges auf die Hottentottenstämme beurteilen. […] Von den Männern ist allerdings ein erheblicher Teil umgekommen oder in die Kapkolonie geflüchtet. Wie dem auch sei, die Stammesorganisation der Hottentotten wird nach dem Krieg definitiv beseitigt werden müssen, und die als Rasse allmählich ebenso verschwinden, wie in der Kapkolonie.“

Sein rabiater Antisemitismus machte sich bereits in den 1920er Jahren selbst in Vorlesungen bemerkbar und führte 1927 zu einer entsprechenden Anfrage von DDP-Abgeordneten der Hamburger Bürgerschaft an den Senat. Im Jahr darauf gab er im Hammer-Verlag des Theodor Fritsch eine deutsche Ausgabe des judenfeindlichen Traktats „Das Buch vom Kahal“ von Jacob Brafmann heraus. 1929 nannte ihn die Berliner Presse „einen geistigen Kumpanen der Dinter und Ludendorff“ und warf ihm „Judenfresser-Propaganda“ vor. Dennoch nahmen ihn die Leopoldina 1925 als Mitglied und die Bayerische Akademie der Wissenschaften 1926 als korrespondierendes Mitglied auf.
Eine bellizistische Haltung Passarges wurde in der Hamburger Universitätszeitung im Frühjahr 1925 erkennbar, die im Widerspruch zu Artikel 148 (Erziehung im Geiste der Völkerverständigung) der Weimarer Verfassung stand:

„Die Freiheit eines Staatswesens kann ohne Kriegstüchtigkeit unmöglich behauptet werden. Der internationale Phantomidealismus wirkt verheerend. […] Der allgemeine Weltfriede muß daran scheitern, daß eine völlige Ausschaltung der Selbstsucht, des Rechtes des Stärkeren, einfach ein Unding ist. […] Denn nach Ausschaltung des Kampfes ums Dasein würde eine solche körperliche und geistige Degeneration einsetzen, daß ein moralisches Chaos, ein Mord und Totschlag von noch nie gesehenem Umfange einsetzen würde. […] Der blutigste Krieg ist kulturfördernder als jene [Anm.: die Pazifisten].“

Zum 1. November 1933 konnte er trotz der Aufnahmesperre der NSDAP beitreten (Mitgliedsnummer 1.801.910), wofür er sich in einem Schreiben an Martin Bormann bedankte. Am 11. November 1933 unterzeichnete er das Bekenntnis der deutschen Professoren zu Adolf Hitler.

## Forschungsgebiete
Passarges Forschungsgebiete waren vor allem Afrika und Südamerika. Er schrieb zahlreiche Beiträge zur Geomorphologie und zur Landschaftskunde. Ein wesentlicher Forschungsbereich Siegfried Passarges war die Landschaftsgeographie, als deren Begründer er gilt. Er etablierte dieses nunmehrige Teilgebiet der Geografie in seinem 3-bändigen Lehrbuch Die Grundlagen der Landschaftskunde.  Darin erhebt er die Landschaft zum zentralen Begriff der Geografie. Diese soll als „natürliche Landschaften“ jene Erdräume betrachten und verstehen, die [Zitat] in Orographie, Geologie, Geomorphologie, Klima, Bewässerung, Pflanzen- und Tierwelt ... in allen wesentlichen Punkten übereinstimmen. Damit wollte Passarge—der ja auch Geologe war—die Vorherrschaft der  Morphologie bei der Landschaftsbetrachtung beenden.
Diese umfassendere Sicht des wichtigsten Forschungsobjekts der Geographen wurde in den Folgejahrzehnten u. a. durch Otto Wernli, Kurt Bürger und Dieter Steiner weiterentwickelt, fand allerdings noch zu Passarges Lebzeiten eine heftige Gegnerschaft in Alfred Hettner, der anstelle einer vergleichenden Landeskunde eine Stufenleiter von Individualräumen (Erdteil, Land, Landschaft, Örtlichkeit) setzten wollte.

## Schriften
Monographien
- Das Röth im östlichen Thüringen. Inaugural-Dissertation der philosophischen Fakultät zu Jena, Gustav Fischer, Jena 1891
- Das Röth im östlichen Thüringen. In: Jenaische Zeitschrift für Naturwissenschaft, 26, Neue Folge 19, Jena 1892, S. 1–88
- Adamaua. Bericht über die Expedition des Deutschen Kamerun-Komitees in den Jahren 1893/94, Dietrich Reimer, Berlin 1895 Archive
- Die Kalahari. Versuch einer physisch-geographischen Darstellung der Sandfelder des südafrikanischen Beckens, Textband, Dietrich Reimer, Berlin 1904 Archive
- Südafrika. Eine Landes-, Volks- und Wirtschaftskunde, Quelle & Meyer, Leipzig 1908 Archive
- Physiologische Morphologie. 1912.
- Die Grundlagen der Landschaftskunde. 3 Bände. L. Friederichsen & Company, 1919/1920.
- Vergleichende Landschaftskunde. Heft 1, Aufgaben und Methoden der vergleichenden Landschaftskunde, Dietrich Reimer/Ernst Vohsen/A.-G., Berlin 1921 Heft 1-5 Archive
- Vergleichende Landschaftskunde. Heft 2, Kältewüsten und Kältesteppen, Dietrich Reimer/Ernst Vohsen/A.-G., Berlin 1921
- Vergleichende Landschaftskunde. Heft 3, Der Mittelgürtel, Dietrich Reimer/Ernst Vohsen/A.-G., Berlin 1922
- Vergleichende Landschaftskunde. Heft 4, Der heisse Gürtel, Dietrich Reimer/Ernst Vohsen/A.-G., Berlin 1924
- Vergleichende Landschaftskunde. Heft 5, Der Mensch im heissen Gürtel, Dietrich Reimer/Ernst Vohsen/A.-G., Berlin 1930
- Landschaft und Kulturentwicklung in unseren Klimabreiten, L. Friederichsen & Co., Hamburg 1922 Archive
- Die Landschaftsgürtel der Erde. Ferdinand Hirt, Breslau 1923.
- Das Judentum als landschaftskundlich-ethnologisches Problem. J. F. Lehmanns Verlag, München 1929.
- Geographische Völkerkunde. Safari-Verlag, Berlin 1951.

Herausgeberschaften
- Jacob Brafmann: Das Buch vom Kahal. Auf Grund einer neuen Verdeutschung des russischen Originals herausgegeben von Dr. Siegfried Passarge. 2 Bände. Hammer-Verlag, Leipzig 1928 (Digitalisat in der Freimann-Sammlung der Universitätsbibliothek der Goethe-Universität Frankfurt am Main).